# Sly ovvero La leggenda del dormiente risvegliato
Sly ovvero La leggenda del dormiente risvegliato (deutsch Sly oder Die Legende vom wiedererweckten Schläfer) ist eine Oper in drei Akten und vier Bildern von Ermanno Wolf-Ferrari und einem Libretto von Giovacchino Forzano. Sie wurde am 29. Dezember 1927 im Teatro alla Scala uraufgeführt und später von Walter Dahms ins Deutsche übertragen. Der Stoff basiert auf der Idee aus dem Prolog von Der Widerspenstigen Zähmung, dem Wolf-Ferrari einen dramatischen Schluss gab. Der Hauptakteur Sly trägt die Charakterzüge des François Villon.

## Handlung
Sly ist ein Poet, der als solcher nur von seinen Genossen verstanden in der Taverne „Zum Falken“ lebt. Eines Abends trifft dort eine Dame namens Dolly, die Geliebte des Grafen von Westmoreland, mitsamt Grafen und dessen Freunden ein, die allein der Dame zuliebe mit Unbehagen ob dieser unfeinen Umgebung bleiben. Dolly will hier einmal der strengen Etikette entkommen und sich den Freuden angenehmen und freien Lebens hingeben.
Nach einer Weile stimmt Sly das lustige „Bärenlied“ an, jedoch gefolgt von einem klagenden Gefühlsausbruch, wie er an seinem erbärmlichen Dasein leide und sich nach Glück und Liebe sehne, woraufhin er wie im Rausch zu Boden fällt und ohnmächtig wird.
Westmoreland bringt Sly infolgedessen auf sein Schloss und weist allen dort an, mit Sly bei dessen Erwachen wie mit einem großen, mächtigen und edlen Herren umzugehen. Als dieser dann munter wird, denkt er zunächst, immer noch zu träumen, doch wird ihm erzählt, er sei soeben von einer zehn Jahre währenden Krankheit geheilt, in deren Verlauf er der Illusion verfallen sei, der Dichter Sly zu sein, was er schließlich glaubt. Er begegnet Dolly, die angeblich zehn Jahre lang als Gattin um ihn gebetet habe. Sie spielt die Rolle anfangs noch ziemlich gut, geht aber bald zu wahrer Liebe mit Sly über, auf die sich auch er einlässt. Der Graf hat nun genug von dem Possenspiel und lässt die im Hintergrund bestehenden Vorhänge öffnen, wohinter nun zahlreiche Edelleute zu klatschen und auszulachen beginnen. Westmoreland lässt anschließend Sly seiner Dolly entreißen und in den Weinkeller werfen.
Nach einiger Zeit des Schlafens wacht Sly auf und denkt zuerst an Dolly, wird aber sogleich durch den Blick auf seine lumpige Kleidung wieder an sein armseliges Leben erinnert. Verzweifelt und hoffnungslos nimmt er sich eine Weinflasche, zerbirst sie, ergreift eine Scherbe und öffnet sich damit die Pulsadern. Dolly kommt in den Keller und will ihm sagen, dass sie gerne mit ihm zusammen flüchten wolle, um anderswo ein neues Leben in zärtlicher Liebe und Gemeinsamkeit beginnen zu können. Sly ist aber so geschwächt, dass er nur noch mit aller Mühe die Arme wie zur Umarmung heben kann. Dolly sieht daraufhin all das Blut und begreift. Sie stürzt sich aufschreiend über den toten Sly.